# Cosmiocryptus
Cosmiocryptus is een geslacht van insecten uit de orde vliesvleugeligen (Hymenoptera) en de familie Ichneumonidae.

## Soorten
- C. aricae Porter, 1985
- C. diplatys (Porter, 1967)
- C. euprepes (Porter, 1967)
- C. huascar (Porter, 1967)
- C. leptaechma Porter, 1985
- C. violaceipennis Cameron, 1902
- C. weyrauchi (Porter, 1967)